# Colacu, Vrancea
Colacu este un sat în comuna Valea Sării din județul Vrancea, Moldova, România. Se află în partea de nord a județului, în Subcarpații de Curbură, pe malul stâng al râului Putnei. La recensământul din 2002 avea o populație de 782 locuitori.